# 活球
在棒球比赛中，比赛在活球状态下进行。当球处于活球状态时，投手可以投球，打者需要试图击球，跑垒员则可试图向前跑垒，防守方可进行防守。

## 定义
当投手站在投手丘上准备好投球，并且裁判和捕手都就绪时，裁判喊“play”，则进入活球状态。活球状态直到因一些事件发生变为死球状态时才消失，理论上说半局结束三人出局至下一半局间仍可能是活球状态，尽管双方不能做任何事情。
- 活球在台灣棒球維基館上的頁面（繁體中文）